# Малий Моравщак
Малий Моравщак (словен. Mali Moravščak) — поселення в общині Светий Юрій-об-Щавниці, Помурський регіон, Словенія. Висота над рівнем моря: 295,4 м.